# Naenia juncta
Naenia juncta là một loài bướm đêm trong họ Noctuidae.